# José Eulogio Bonilla Robles
José Eulogio Bonilla Robles (Fresnillo, Zacatecas; 25 de enero de 1946) es un político mexicano miembro del Partido Revolucionario Institucional (PRI), ha sido candidato a Gobernador de Zacatecas en 2004 y senador de 2000 a 2006.

## Biografía
José Eulogio Bonilla es Técnico en Electrónica y pasante de la carrera de Derecho, ha sido locutor y es propietario de una cadena de radiodifusoras en su estado natal, entre los cargos políticos que ha desempeñado esta el de Síndico y Presidente Municipal de Fresnillo de 1980 a 1983, Diputado al Congreso de Zacatecas, Diputado Federal en dos ocasiones, una de ellas a la LVII Legislatura de 1997 a 2000 y en 2000 electo Senador por Zacatecas para el periodo que concluye en 2006.Es agricultor y ganadero y también ha ocupado cargos importantes en las organizaciones de la ganadería.
Es Vicepresidente de La Comisión Federal de Telecomunicaciones (Cofetel)   2013
Fue  director de turismo y gestionó el Teleférico en Zacatecas y la Discoteca de la Mina del Eden.
Es miembro del Consejo Estatal de desarrollo económico 2010-2016.
En 2004 fue candidato a Gobernador de Zacatecas, PRI.